# История на Пиемонт
Древната история на Пиемонт (Северна Италия) включва поредица от събития, засягащи територията на региона от Старокаммената епоха насам, които са силно повлияни от съседните страни. Стратегическото положение на района в подножието на Алпите превръща Пиемонт в територия, желана от доста европейски сили (най-вече от Франция) като ключов достъп към Италия.
Въпреки това именно Савойската династия има надмощие в Пиемонт от XVI век. След като херцог Емануил Филиберт I Савойски премества столицата си от Шамбери в Торино, династията взима контрола над Пиемонт, владеейки първо Савойското херцогство, а след това и Кралство Сардиния до Обединението на Италия.

## Праистория
Първите селища в региона, който понастоящем носи името Пиемонт (от латинското ad pedem montium, „в подножието на планините“), датират от Епохата на палеолита: следи от човешко присъствие са открити в резервата Монте Фенера близо до град Боргосезия. Инструментите, намерени в близост до град Алба, град Ивреа и във Вал ди Суза, датират от Епохата на неолита, подобно на множество други следи като наколните жилища близо до езерото Вивероне (обект на ЮНЕСКО), поселищата на Алба, Авиляна, Меркураго (подселище на днешния град Арона), материалните находки при Сан Джовани дей Боски (подселище на днешния град Кастеламонте) и при градчето Трана. Налице са значителни доказателства за културата на Голасека и за културното келтско влияние от Желязната епоха в района между реките Сезия и Тичино. Сред галските некрополи се откроява този на Дормелето от III век пр.н.е.
Около 1000 г.пр.н.е. през територията на Пиемонт започват да преминават стоки между Северна и Южна Европа. До V век пр.н.е. там живеят различни племена: на север келтското племе на инсубрите, в Канавезе – саласите, в района на Торино – таврините с франко-алпийски произход, в Монферат – стателите и лангатес с лигурско-провансалски произход и в района на Кунео – багиените. Налице е голямо разнообразие от племена, препитаващи се със селско стопанство и пасищно животновъдство в подножието на планините, риболов по големите реки и същевременно притежаващи големи занаятчийски и металургични умения. Едва с галската експанзия в следващия век Пиемонт става по-хомогенен.
Изглежда, че град Торино възниква в римско време недалеч от главния град на таврините – Тавразия, от който може би носи името си. Тит Ливий и Страбон казват, че територията на таврините включва и Алпийските проходи. През 218 г.пр.н.е. картагенският пълководец Ханибал завзема главния им град след тридневна обсада.

## Римска епоха
Римляните идват в Пиемонт през II век пр.н.е. Първото поселище, основано от тях в периода 173 – 125 г.пр.н.е., е Поленция (днешно Поленцо – подселище на град Бра) в зоната между реките По, Танаро и Стура. Като аванпост за контрол на племето на саласите и на Пътя на Галиите, преминаващ през алпийските проходи на Вале д'Аоста, са основани Хаста Помпеа/Хаста (днешен град Асти) през 125-123 г.пр.н.е., Дертона (днешен град Тортона) през 120 г. пр.н.е., Епоредия (днешен град Ивреа) през 100 г. пр.н.е. и Акве Стациеле/Стациеленсиум (днешен град Акуи Терме) между II и I век пр.н.е. Това са селища с неголям размер, водeщи началото си от заградени военни лагери (оттук и четириъгълният план, характерен за центъра им).
През 143 г.пр.н.е. консулът Апий Клавдий Пулхер побеждава саласите в долината на река Дора Балтеа. На 30 юли 101 г.пр.н.е. армията на Римската република начело с консула Гай Марий разгромява германските племена на кимбрите в известната Битка при Верчели.
С Юлий Цезар по време на Галските войни през 28 пр.н.е. се ражда римският град Юлия Августа Тавринорум (Julia Augusta Taurinorum), днешен град Торино. През 25 г. пр.н.е. саласите са подчинени окончателно с основаването на Августа Претория (днешен град Аоста в регион Вале д'Аоста). Останалата част от Пиемонт, състояща се предимно от планински райони, е завладяна от император Октавиан Август. Пиемонт е разделен на Цизалпийска Галия и на римските провинции Котски Алпи, Приморски Алпи и Пенински Алпи.
През I век пр.н.е. римляните основават някои от днешните големи градове на Пиемонт в близост до или върху съществуващи селища от келтско-лигурски произход: Алба Помпея (днешен град Алба), Новария (днешен град Новара) и Верцеле (днешен град Верчели). Те първоначално са създадени като укрепени военни лагери, а едва по-късно започват да приютяват ограничен брой граждани.
През 89 г.пр.н.е., заради подкрепата им в Съюзническа война, гражданите на Цизалпийска Галия получават латинско гражданство благодарение на закона на консула Гней Помпей Страбон Lex Pompeia de Transpadanis или Lex Pompeia de Gallia Citeriore. През декември 49 г.пр.н.е. Юлий Цезар с Lex Roscia им дава римско гражданство, а през 42 г.пр.н.е. провинцията е премахната и става част от Римска Италия.
През 312 г. армията на Константин I се сражава победоносно срещу войските на Максенций в района между Алпиняно и Риволи. Събитието се помни като „Битката при Торино“. Благодарение на нея Константин I завладява цяла Италия.
В края на римската епоха се откроява битката при Поленцо на 6 април 402 г. между военачалника на Западната Римска империя Стилихон и войските на вестготите на крал Аларих I в равнината около Бра.

## Ранно средновековие
През първите години след падането на Западната Римска империя Пиемонт попада под контрола на германските племена. Първо влиза във владение на краля на Италия Одоакър, след това – на бургундите и остроготите, а в средата на VI век идват византийците. През 568 г. нахлува германското племе на лангобардите и византийските градове в Пиемонт се предават без съпротива, като по този начин господството на Византийската империя приключва за кратко време. Някои от новите лaнгобардски господари, заселили се в Северна Италия, се издигат начело на новото кралство със столица Павия: сред тях значима за Пиемонт е фигурата на Агилулф – един от първите херцози на Торино.
От този период датира разделението на територията на херцогства, сред които лангобардските Торино, Асти, Ивреа и Сан Джулио, основането на множество важни манастири от монасите от Абатство „Сан Коломбано“ в Бобио като Абатство Новалеза, абатствата на Сан Далмацо ди Педона, Вилар Сан Костанцо и Паньо, и изготвянето на някои важни правни и административни разпоредби. Благодарение на монашеските основи се възобновява търговията, което създава основа за развитието на селското стопанство с разпространението на лозята, кестеновите горички, мелниците и маслобойните, и отново са отворени търговските и комуникационните пътища: масло, сол, дървен материал, месо и др.
Стратегическото положение на Пиемонт е видно през Средновековието, когато Карл Велики разбира необходимостта от контрол на региона с цел завладяване на Лангобардското царство на Дезидерий. Битката при Киуза ди Сан Микеле през 773 – 774 г. е решаваща за франкския крал: той побеждава лангобардите и прониква дълбоко в територията на Пиемонт, достигайки до Торино и напредвайки към Павия.

### Сарацински нашествия
Дългият период на мир е прекъснат през IX век с нашествията на сарацински пирати от лигурския бряг, които дълбоко бележат историята на региона. Те идват главно от днешен Източен Алжир и са базирани основно в Ла Гард Френе (в Прованс, над град Сен Тропе). Пиратите скоро разграбват Асти и Суза, тероризират местното население и правят несигурна дългосрочната наземна търговия през Алпийските проходи. Между 912 и 920 г. разграбват Абатство Новалеза близо до Монченизио и неговите монаси бягат в Торино, а Улкс е почти изравнен със земята.

### Разделение на маркграфства
Ставайки неразделна част от Франкската империя, Пиемонт първо е разделен на три франкски административни региона с несигурни граници, а по-късно е обединен в голямото Маркграфство Ивреа, управлявано от Анскаридите. Това е мощен феодален род с франкски произход, чийто родоначалник е Анскар I.
През 950 - 951 г. кралят на Италия Беренгар II завършва реорганизацията на италианската територия, започната от крал Хуго I Провански през 926 г., разделяйки Маркграфство Ивреа на три нови маркграфства, носещи имената на своите основатели:
- Алерамическа марка (Маркграфство Западна Лигурия – Монферат, Акуи, Савона) начело с Алерам Монфератски, граф на Верчели, маркграф на Монферат
- Отбертинова марка (Маркграфство Източна Лигурия – Генуа, Тортона, Бобио и по-късно Милано и Павия), начело с Отберт I, граф на Милано и Луни
- Ардуинова марка (Маркграфство Торино – Торино, Ауриате, Албенга), начело с Ардуин Голобради, граф на Ауриате.

Новите родове разполагат седалището си във важни градове както в, така и извън Пиемонт като напр. Ивреа в Ардуиновата марка и Савона – първата столица на Алерамичите.
В този период все още не съществува ясно разграничение между Пиемонт и Лигурия, а названието Пиемонт обозначава само областта между Танаро и Котските Алпи (то придобива днешното си значение едва през XV век).
Големите феодални господари на пиемонтските маркграфства са Ардуин от Ивреа – първият местен крал на Италия и Оделрик Манфред II – маркграф на Торино, които се опитват безуспешно да разширят владенията си със сила. След Ардуин от Ивреа Ардуиновата марка е разпусната, а на дъщерята на Оделрик Манфред II – Аделхайд от Суза остават Торино и Суза (където се и установява тя). С брака ѝ с 1-вия савойски граф Ото I Савойски Аделхайд обединява бащината си територия в Пиемонт с териториите на Савоя, които династията на съпруга ѝ притежава още от времето на Хумберт I Белоръки. С този брак Савойският дом започва първата си плаха експанзия в Пиемонт.

## Средновековните комуни
През XII век е налице истинско възраждане на региона и много селища оживяват с появата на свободните комуни. Сред най-големите от тях са Алба, Асти, Киери, Ивреа, Мондови, Новара, Торино, Тортона, Савиляно и Верчели.
През 1162 г., когато Милано е разграбен от войските на германския император Фридрих I Барбароса, много пиемонтски общини също влизат в голямата Ломбардска лига, която цели разгрома му.
Първият град, който се присъединява към Лигата, е Ивреа. Много други последват нейния пример през следващите години, движени от желанието да разширят своите общински владения за сметка на васалите на Фридрих I като маркграф Вилхелм V Монфератски, който обаче трябва да отстъпи пред силния съюз на комуните.
В чест на папа Александър III, работил усърдно срещу заплахата на гибелините, ломбардските комуни основават на стратегическа точка между реките Танаро и Бормида нов град, построен против волята на германския император: Алесандрия.
През 1174 г. император Фридрих I Барбароса се спуска за пети път към Италия. След като разграбва Суза, той отива в Паданската низина и обсажда Алесандрия. Градът претърпява дълга обсада, но успява да се накара нашествениците да се откажат и те скоро са разгромени в Битката при Леняно.
Тежкото поражение не променя политическата структура, създадена в Пиемонт: от една страна градовете, принадлежащи към Ломбардската лига като Ивреа, Новара, Верчели и Алесандрия, от друга страна – онези, които подкрепят императора, управлявани от неговите васали: по-специално Киери, Казале, Торино и Тортона. Борбите между тези градове продължава дълго време, основно поради експанзионистичните намерения на алерамическите владетели на маркграфствата Монферат и Салуцо.

## Монферат, Салуцо и Алерамическите маркграфства
Раждането на тези маркграфства, които дълбоко бележат историята на Пиемонт, се дължи на Алерам Монфератски, който е удостоен от свекър си – кралят на Италия Беренгар II със званието „маркграф“ през 967 г. Той получава Маркграфство Западна Лигурия, което се простира от река По до централно-западна Лигурия, а Савона е основен негов властови център. Алерам вероятно е син на велик местен феодален господар на име Вилхелм I, за когото се знае малко.

Много по-известен е Бонифаций дел Васто – племенник на Алерам и господар на Савона, който притежава огромни територи не само в Пиемонт, но и в други части на Италия, особено в Тоскана, и който ги разделя между синовете си, създавайки по този начин основните владетели на Пиемонт. Сред тях най-значими са маркграфствата Монферат и Салуцо.
В Монферат маркграфовете Вилхелм V Старият, Конрад Монфератски, Бонифаций Монфератски и други значително разширяват силата на своята държава, като консолидират династията и се стремят да завладеят цял Южен Пиемонт.
Вилхелм V Стари и Конрад Монфератски участват в Третия кръстоносен поход. Конрад става наследник на трона на Йерусалимското кралство. Внезапната смърт на двамата определя за наследник маркграф Бонифаций I Монфератски, който става крал на Солун. В това кралство, което има кратък живот, той загива в битка с българите през 1207 г.
Пиемонтският двор на Бонифаций I обаче остава непокътнат. Благодарение на Вилхелм VI и Бонифаций II в Кивасо съществува аристократичен двор, съсредоточен върху епичните подвизи на техните предшественици, ангажирани с кръстоносните походи.
Най-голяма власт вероятно има при управлението на Вилхелм VII (1253 – 1296), който става и командир на Генуа и на Милано. Заловен от александрийците, той е убит, а синът му Джовани I (1296 – 1305) умира без наследници. За да поддържа контрола над Монферат, идва Теодор I, Палеолог от Византия, свързан с Алерамичите.
В Салуцо властта на маркграфа е по-малко очевидна. Първият маркграф – Манфред I, е най-големият син на Бонифаций дел Васто и получава стратегическите територии на Салуцо и някои други земи. Неговите наследници никога не се радват на голяма сила. Гражданската война, която противопоставя Манфред V на Фридрих I, дори рискува да унищожи независимостта на маркграфството.
След гражданската война и отказа от идеята за разширяване на хегемонията над цял Пиемонт, Салуцо се превръща в процъфтяващо селище по времето на царуването на Лудвиг I и Лудвиг II през XV век.
Сред другите алерамически господства, възникнали в Южен Пиемонт, трябва да се отбележат и малките маркграфства Чева и Инчиза.

## Появата на Савоя
Първите савойски владетели не са пиемонтци като графовете Сан Мартино или графовете Валперга ди Мазино, които са потомци на крал Ардуин от Ивреа. Сърцето на властта им е отвъд Монченизио: в Мориен (междуалпийска долина и природен регион в днешна Франция) и едва с брака между граф Ото I Савойски и Аделхайд от Суза те получават паданските земи като зестра.
Тяхното господство се фокусира върху контрола на алпийските проходи. Савойските територии, разпределени из планините, са ограничени от неясни и трудно контролируеми граници. Именно Хумберт III Савойски, който идва на власт само на 12-годишна възраст след заминаването на баща му Амадей III Савойски за кръстоносните походи, за първи път се определя като „граф на Мориен и на Савоя, и маркграф на Италия“.
Взаимоотношенията на ранните Савойски владетели с Императора на Свещената Римска империя следват съдбата на останалите пиемонтски владетели. Откакто Хумберт III решава да се откъсне от бургундското влияние, за да създаде държава, ориентирана към Италия, савойците първоначално се опитват да се предпазят от императорското влияние, а след това трябва да се примирят с него, превръщайки се в горди васали. По-късно обаче, винаги следвайки удобния момент, Хумберт III открито се изправя срещу императора, с което предизвиква реакцията на Хайнрих VI, който отива в Италия и плячкосва Авилияна и Ривалта.
Следващите години са белязани от борбата между Хумберт III и епископската власт, особено тази в Торино, облагодетелствана от следващите императори за сметка на Савоя, докато неговият син Томас I Савойски се опитва да провежда политика на помирение с императора. С управлението на Томас I и неговия наследник Амадей IV властта на Савоя остава стабилна.
След смъртта на Амадей IV през 1254 г. започват кървави вътрешни размирици между многобройните му синове. След няколко години територията на Савоя е обединена отново от Петър II Савойски, наречен от съвременниците „малкия Карл Велики“. Той успява да възстанови реда, оставяйки наследството на брат си Филип I без други претенденти за престола.
След трудностите след смъртта на Амадей V Савойски Савойската държава възвръща властта си благодарение на военните подвизи на Амадей VI („Зеленият граф“) и на Амадей VII („Червеният граф“). Амадей VII успява да придобие морски излаз на Ница през 1388 г., която става основно савойско пристанище и се превръща в един от крайъгълните камъни на властта на Савоя в Пиемонт.
Трябва да се отбележи и клонът на Савойската династия – Савоя-Ахая, който получава титлата си през 1301 г. с женитбата на Филип I Савойски-Ахая с Изабела дьо Вилардуен – последната наследница на династията на Ахейското княжество. До 1418 г, той притежава господарство (синьория) на огромна територия около столицата Пинероло и Фосано.
През втората половина на XIII век се поставя началото на влиянието на династията Анжу, благодарение на това че много от комуните (Кунео, Буска, Фосано, Савиляно, Мондови, Кераско, Алба, Алесандрия, Тортона, Киери и Бра) се обръщат към краля на Сицилия Карл I Анжуйски, за да се ограничи възхода на Асти – най-силната комуна в региона, славеща се с банковите си дейности. Това не трае дълго: създава се Антианжуйска лига и след като французите са изгонени, маркграфствата се завръщат и консолидират, а през 14 век източните територии попадат под контрола на Висконти. Тогава средновековните комуни губят своето значение и се подчиняват на различни династии: Графовете на Савоя контролират долините на Суза и на Ланцо, Ивреа и Канавезе, и по-късно Кунео; Князете на Ахая господстват над района на Пинероло, Торино и в граничните зони на юг; Маркграфовете на Салуцо притежават територията на Салуцо и на долините на Южен Пиемонт; Дом Висконти от Милано контролира Югоизточен Пиемонт – Новара, Верчели, Асти и Алесандрия.

## XV век
XV век е епохата, в която Пиемонт формира настоящите си географски граници: териториите на сегашния регион всъщност са почти идентични на онези, които притежават трите държави по онова време. В първата половина на XIV век родът Висконти завладява Асти и Кераско. По онова време Савоя разчитат на миланците, за да да завладеят Монферат, който преминава под властта на Палеолозите на Византия и изпада в мизерно положение след внезапния край на династията на Алерамичите. Теодор I Монфератски наследява чрез майка си Йоланта (Ирина) Монфератска – съпруга на византийски император Андроник II Палеолог феода на чичо си Джовани, починал преждевременно, и успява да го държи под контрол по време на своето управление. Младите му приемници обаче не са в състояние да направят същото и след катастрофалния опит на Ото III Монфератски и войната, избухнала при един от неговите наследници – Джовани Джакомо Монфератски, държавата Монферат не успява да се възстанови. През 1432 г. Джовани Джакомо е принуден да подпише много изгоден мир за савойците, като им предоставя голяма част от земите си и се обявява за техен васал.
Пауза в упадъка на Маркграфство Монферат е управлението на Теодор II, който за известно време е господар и на Генуа. Неговата власт се основава на капитана наемник Фачино Кане, който в края на войните е награден с Алесандрия, Новара и Тортона. Верчели е окупиран от Монферат и преминава в ръцете на Савоя през 1427 г.
След като владенията на рода Висконти се разпадат, Амадей VIII Савойски се стреми да ги завладее и приобщи към властта си. Той получава херцогската титла през 1416 г. и дава на сина си Лудвиг Савойски първата титла на Принц от Пиемонт от династията. Амадей VIII освен това се издига на папския престол като антипапа с името Феликс V. През 1430 г. той също предоставя и първата система от устави (на лат. Statuta Sabaudiae).
Докато маркграфовете на Монферат започват бавния си упадък, през XV век тези на Салуцо се радват на най-голямото си великолепие. Маркграфовете Лудвиг I и Лудвиг II отварят малката си столица за изкуствата. Лудвиг I, който често се изявява като миротворец в пиемонтските кавги, придава на маркграфството голямо великолепие, което започва да се пропуква след военните експедиции на сина му Лудвиг II. След смъртта на Лудвиг II започва бавен упадък и за Салуцо.
През XV век е налице консолидация на благородническата власт в ущърб на общинските градове (западнали още в предходния век) и особено на епископите. Епископската власт играе свързваща функция между различните градове, но от началото на века, с напредването на Савоя и с консолидирането на господствата на Монферат и на Салуцо, все по-често остава настрана.

### Инквизицията и ересът на долцинианите в Пиемонт
През Средновековието се появяват многобройни ереси, а Пиемонт е люлката на една от основните от тях, появила се през Късното средновековие: тази на долцинианите по името на основоположника им Фра' Долчино (* ок. 1250, † 1307). Въпреки че се опитва да се придържа към чистотата на първите християни, според анонимния автор на Historia fratis Dolcini eresiarchi впоследствие той се отдава на грабежи и убийства из различни селища в района на Биела и Новара. Папа Климент V възлага на епископа на Новара Раниеро Авогадро да организира един вид кръстоносен поход срещу Долчино, който е заловен и осъден на смърт чрез изгаряне на клада през 1307 г. С цел противопоставяне на нарастващата опозиция срещу Католическата църква в Пиемонт, от XIII век започват да се създават множество инквизиционни съдилища, започвайки от понтификата на папа Инокентий IV. Съдилищата обикновено се председателстват от инквизитори от района на Милано или на Дофине. Често има истински въоръжени сблъсъци сред обикновените хора и религиозните лица, като напр. този през 1365 г., когато инквизиторът Пиетро Гамбиани е нападнат и убит от населението на Суза. Няколко години по-късно това се случва с Антонио Павони. По време на управлението на Амадей VIII Савойски дворът придобива все повече власт, а при Лудвиг Савойски репресиите стават още по-жестоки.

## XVI век
През XVI век териториалното единство на Пиемонт е нарушено отново. Още през 1494 г. той е прекосен от войските на краля на Франция Шарл VIII по време на италианската кампания, която повлиява на политическото положение на полуострова.
Между XVI и XVII век дори властта на Савоя, които са единствените дотогава феодали, все още притежаващи значима власт, намалява. След смъртта на херцог Амадей VIII властта преминава у неговия син Лудвиг I Стари, а след това – у племенника му Амадей IX. Амадей IX, запомнен като човек с голяма духовност и впоследствие беатифициран, не се радва на добро здраве и умира след кратко управление. Неговите наследници се оказват малко склонни към териториални завоевания и често управляват само няколко години.
Имайки предвид слабостта на основните пиемонтски сили, идването в Савойските територии на френския крал Шарл VIII първоначално и на Луи XII впоследствие бележи период на криза. По време на италианските войни между испанците и французите, французите окупират Савоя и столицата на Савойското херцогство Шамбери.
Териториите са върнати впоследствие на херцог Емануил Филиберт I Савойски, удостоен със званието „Управител на Хабсбургска Нидерландия“ от краля на Испания Филип II. Херцогът под командването на испанската армия побеждава французите при Сен Кантен през 1559 г. и с Мира от Като Камбрези получава реституцията на някои територии на Савойското херцогство. Оттогава той осъществява поредица от реформи, насочени към централизацията на Пиемонт и организиране му около властта му. Емануил Филиберт Савойски премахва много от древните фискални привилегии, както и крепостното право, укрепва границите и армията, извеждайки я на високи нива, участва с флотата си в християнската победа при Лепанто, опитва се (неуспешно) да присъедини към Пиемонт Маркграфство Монферат и Маркграфство Салуцо. И по-важното: разбира, че бъдещето на Дом Савоя не трябва да се търси във френската област, унифицирана от мощна монархия, а в Италия и затова през 1562 г. премества столицата си от Шамбери в Торино. Tой кара да построят Цитаделата на Торино във формата на пентаграм, от която днес е останала само централната постройка. Това е основна отбранителна система, която неведнъж спасява Пиемонт от вражески нашествия.
Посочените по-горе опити на Емануил Филиберт да завладее Салуцо и Монферат се осъществяват в момент, когато териториите на двете малки пиемонтски държави се разпадат. През 1533 г. умира маркграфът на Монферат Джовани Джорджо Монфератски – последният Палеолог и за наследството му започва тежка дипломатическа битка. Тя е окончателно спечелена от 1-вия херцог на Мантуа Федерико II Гонзага, който оттогава става и маркграф на Монферат. От своя страна Салуцо спонтанно предава своята независимост на Съвет, изпъждайки последния си маркграф Габриел дел Васто и присъединявайки се към Франция. Херцог Карл Емануил I Савойски успява да присъедини малката територия към своите държави след Лионския мирен договор през 1601 г.

## XVII век
Карл Емануил I Савойски прави опит за решителна политика за укрепване на Савойските държави, превземайки Салуцо. Той желае да си присвои Монферат на всяка цена, за чието наследство избухва Войната за Мантуанското наследство, която Алесандро Манцони описва в романа си „Годениците“.
С договора за Кераско от 1631 г. наследникът му Виктор Амадей I успява да завладее част от териториите на Монферат, но трябва да предаде на французите град Пинероло, оспорван постоянно между двете страни заради крепостта си.
Наследници на херцог Виктор Амадей I са Франц Хиацинт (починал като дете) и Карл Емануил II. Именно последният допълнително засилва военната машина на Пиемонт, целейки бъдещо по-нататъшно разширяване на Савоя. Той обаче умира преждевременно. Понеже наследникът му е още дете, регентството поема сърпугата му – „Кралската мадам“ Мария Жана Батиста Савойска-Немур.
Виктор Амадей II, след като рязко взима властта от майка си, е в центъра на политическите събития, които го превръщат в първия крал на Сардиния. След разногласията с френския крал Луи XIV той на няколко пъти трябва сам да се изправи пред заплахата от другата страна на Алпите и в началото е многократно победен във Френско – пиемонтската война от 1690 – 1696 г. (битки при Стафарда и Марсаля). След като се присъединява към съюзниците на Краля слънце, херцог Виктор Амадей II отново влиза в редиците на противниците му, всеки път когато му се представи подходящата възможност.

## От херцогство до кралство
През 1706 г. Виктор Амадей II претърпява най-заплашителната френска инвазия с риск от катастрофално поражение. То е избегнато благодарение на помощта, оказана от принц Евгений Савойски в Торино, обсаден в продължение на повече от три месеца. С обсадата на Цитаделата на Торино е свързана и саможертвата на Пиетро Мика.
Битката при Торино на 7 септември е решаваща за Пиемонт, който се освобождава от враговете си. В крайна сметка с Договора от Утрехт от 1713 г. Савойският херцог получава кралската корона на Сицилия, по-късно заменена с тази на Сардиния.
Следващият крал на Сардиния е Карл Емануил III, който в дългото си царуване участва в две кървави войни между европейските сили: Войната за полското наследство и Войната за австрийското наследство. След като получава известни предимства в първия конфликт, той има далеч по-малко късмет във втората война, когато в Савойските държави нахлуват французите. След като загубва битката при Мадона дел'Олмо, той успява да нанесе тежко поражение на враговете си по върховете на Асиета през 1747 г., възстановявайки пълния си суверенитет над Пиемонт.
По онова време дворът в Торино достига своя най-голям разцвет. Престижът на Савойската династия, ознаменуван след Обсадата на Торино с изграждането на Базиликата Суперга, е подчертан от разкошните приеми в Кралския дворец в Торино, Кралския дворец във Венария Реале и Ловният павилион Ступиниджи – истински шедьоври на изкуството. В онези години Торино става бароков град благодарение на приноса на сицилианския придворен архитект Филипо Ювара и на други художници като Гуарино Гуарини – създател, наред с други неща, на църквата Сан Лоренцо на Пиаца Кастело в Торино. Юристът и интелектуалецът Франческо д'Агуире (* 7 април 1682, † ок. 1753) е основният реформатор на мисълта и образованието на Пиемонт.
„Реформиращият абсолютизъм“ на херцозите Виктор Амадей II и Карл Емануил III развива ефективен военен и бюрократичен апарат. Той обаче не е също толкова продуктивен в икономическата и културната област: липсва силна буржоазия, способна да насърчава еволюцията на обществото, търговията продължава да бъде възпрепятствана от многото вътрешни мита и католицизмът остава затворен пред всеки реформаторски тласък на Просвещението.

### Победите на Савоя през XVIII век
Савоя активно се намесват в династичните войни, които разкъсват Европа през XVIII век, успявайки благодарение на умелата си политика да разширят владенията на династията.
- Договор от Утрехт (1713): Виктор Амадей II става крал на Сицилия – титла, преотстъпена през 1720 г., за да запази короната на Сардиния.
- Мирен договор от Виена (1738): Карл Емануил III получава района на Новара и Тортона
- Договор от Аахен (1748): Карл Емануил III анексира Горна Новара и Виджевано, а границата е преместена до река Тичино.

## Наполеоновата епоха
Тази слабост съдейства за това Пиемонт да попадне под натиска на ново външно нашествие, причинено от Френската революция през 1789 г. С Първата италианска кампания Наполеон Бонапарт разгромява сериозно армията на Пиемонт. Примирието от Кераско, потвърдено няколко седмици след Парижкия мирен договор, кара кралят на Сардиния и херцог на Савоя да приеме анексията към революционна Франция на Ница и От Савоа, окупацията на крепостите на Чева, Кунео и Тортона, неутралитета на Сардинското кралство и свободното преминаване на френската армия на пиемонтска територия. В същото време в провинцията на Пиемонт селяните, които винаги са били на страната на монархията, протестират срещу лошите условия в селските райони, подложени на опустошенията на войната, непрекъснато нарастващите данъци и лошите реколти, и създават истински въоръжени банди. Те плячкосват на няколко пъти Савойската територия, провъзгласяват ефимерни републики и са отблъсквани свирепо от изпратените от краля войници, които вече не са в състояние да овладеят напълно ситуацията.
Крал Виктор Амадей III, изолиран и изоставен дори от най-верните си привърженици от миналото, и поразен от инсулт, умира на 16 октомври 1796 г. в Кралския замък в Монкалиери. Той оставя кралството в икономически крах, с напълно изпразненена хазна, лишено от две основни свои провинции – Савоя и Ница, и опустошено от революционните течения. Принцът на Пиемонт Карл Емануил, който го наследява с името Карл Емануил IV, е слаб и не успява да задържи ситуацията под контрол.
От 1798 г. започват да се появяват ефимерни републики, много от които са провокирани от пиемонтски военни и цивилни бегълци, насърчавани и подкрепяни от Франция чрез френския посланик в Торино Жангенè. Основният сблъсък се състои на 14 април между Гравелона и Орнавасо, където 4000 савойски войници побеждават след кървави сражения бунтовниците, окупирали Интра и Паланца (подселища на днешна Вербания), провъзгласявайки независима република. В битката са пленени 100 въстаници и –впоследствие – разстреляни. Друга концентрация на бунтовници има в Горна провинция Овада, където савойските войски са в състояние да ги изкоренят само чрез преминаване през част от територията на Република Генуа, което я кара да обяви война на Пиемонт. Войната приключва скоро след това благодарение на заинтересованото френско посредничество. С френско одобрение е брутално потушено и въстание близо до Александрия.
Малко след това Франция се намесва доста по-сериозно. Тя обвинява Карл Емануил IV в съучастничество с Фердинанд I от Двете Сицилии, който на 23 октомври 1798 г., в нарушение на Парижкия мирен договор от 1796 г., е започнал война с френските войски, разположени в Рим, а неговите войски начело с австрийския генерал Карл фон Мак, са започнали атака срещу Римската република. Франция налага на Карл Емануил да се откаже от Пиемонт, който скоро става френски, и го принуждава да се премести в Сардиния. На 12 април 1801 г. Пиемонт е обявен за 27-о френско военно подразделение. На 21 септември 1802 г. той става френска област под името Au delà des Alpes, а източната му граница е поставена обратно на река Сезия (която маркира границата с новосформираната Италианска република). За пореден път Пиемонт е присъединен към Франция.
Пиемонт е разделен на пет департамента:
- Департамент Дора (Балтеа) със столица Ивреа, създаден през 1801 г.
- Департамент По (бивш Еридан) със столица Торино, създаден през 1802 г.
- Департамент Сезия със столица Верчели, създаден през 1802 г.
- Департамент Стура (ди Демонте) със столица Кунео, създаден през 1802 г.
- Департамент Маренго със столица Алесандрия, създаден през 1801 г.,

към които е добавен и Департамент Мон Блан със столица Шамбери, създаден още през 1792 г., съответстващ до голяма степен на територията на Савойското херцогство отвъд Алпите.
Департамент Танаро, създаден през 1801 г. със столица Алесандрия, е премахнат през 1805 г., разделяйки територията между съседните му департаменти.
Наполеоновото господство вижда от една страна краха на текстилната промишленост и на външната търговия, а от друга – навлизането на много чужденци (особено французи), които започват да основават в Пиемонт своите фабрики и бизнес.

## Реставрацията
Наполеон пада от власт през 1815 г., а с Реставрацията старите династии, пометени от френските войски, са върнати на трона, вкл. и тази на Савоя. В Сардиния след абдикацията през 1802 г. на Карл Емануил IV Савойски престолът е наследен от Виктор Емануил I. Той е положен на трона в Торино от Виенския конгрес като нов крал на Сардиния.
През 1819 г. континенталните държави на кралството (Пиемонт, Савоя, Монферат, Виджевано и Ломелина, и Ница) имат 3 349 785 жители и са разделени на подразделенията Торино, Савоя, Генуа, Александрия, Кунео, Новара, Ница и Херцогство Аоста. Сардиния е разделена на Капо ди Каляри и Галура и на Капо ди Сасари и Логудоро с около 520 000 жители. Херцогство Генуа включва и остров Капрая и има около 500 000 жители.
Пиемонт в онези години е пресечен от революционни движения. Още през 1821 г. студентите от Торинския университет се сблъскват с войските, изпратените от краля с цел прекратяване на студентската окупация. Целият регион е в смут и се контролира трудно, защото бунтът е подкрепян тайно от принц Карл Алберт Савойски-Каринян. Бунтовническият водач Санторе ди Сантароса се среща тайно с него, получавайки подкрепата му. На 8 март 1821 г. въстанието избухва в Алесандрия и бързо се разпростира в Торино, където Виктор Емануил I предпочита да абдикира в полза на брат си Карл Феликс Савойски. Понеже Карл Феликс е в Модена, Карл Алберт поема регентството и провъзгласява конституцията, незабавно отхвърлена от чичо му. Младият принц уверява, че подготвя съпротива срещу намесата на австрийците в Пиемонт, но намира убежище първо в Новара, а после в Модена. Конституционните сили също се опитват да устоят на австрийските, но през 1849 г. са победени в Новара. Карл Феликс кара да хвърлят в затвора много патриоти и бунтът изглежда, че утихва.
Виктор Емануил I и неговият наследник Карл Феликс Савойски са братя на Карл Емануил IV. Виктор Емануил I има само дъщери, а Карл Феликс е бездетен. Наследяването на Савойския дом се превръща в афера, в която Австрия вижда възможност да наложи властта си над тези земи, в случай че Виктор Емануил I реши да избере принц Франц IV от Хабсбург-Есте за свой наследник, свързан с Хабсбургите. Вместо това той избира Карл Алберт от клона Савоя-Каринян, който става крал през 1831 г.

## Към обединението на Италия
След поражението от 1848 г. в Първата война за независимост Пиемонт се опитва да даде повторен тласък на своята икономика. Масимо д'Адзельо – председател на Съвета, одобрява Закони Сикарди, с които са премахнати привилегиите, с които винаги се е ползвало духовенството. Пиемонт се опитва да се модернизира и голямата крачка напред в този процес се дължи на Камило Бенсо – граф на Кавур, който е премиер от 1852 г. Осъзнавайки изостаналостта на Кралство Сардиния в сравнение с други европейски страни, Кавур предприема смела поредица от институционални, административни и икономически реформи, които включват прокарването на канали в района на Верчели, създаването на важни социални институции, премахването на много мита, финансирането на индустриите, създаването на железници, корабостроителство. Пиемонтското общество става част от културното и икономическото движение на европейската буржоазия благодарение и на присъствието в Пиемонт на много изгнаници от цяла Италия. За да се доближи до великите военни сили, Кавур успява да постигне участието на пиемонтските войници в Кримската война. Той взима участие в Конгреса в Париж като част от победителите.
След като модернизира държавата и укрепва армията си, Пиемонт (с мълчаливата подкрепа на Наполеон III) се подготвя да възобнови битките. Той струпва войски по река Тичино в очакване на Австрия, чувствайки се застрашен, ако тя случайно атакува първа, като по този начин позволява на французите да му се притекат на помощ. Капанът заработва и австрийците са отблъснати в битката при Монтебело и при Маджента. На 24 май те са победени в Солферино и в Сан Мартино, докато Джузепе Гарибалди марширува към Венето. Той обаче е принуден да спре заради отказа на Наполеон III да продължи конфликта. Вследствие на мира Ломбардия премина към Пиемонт. Бързо други нации от Централна Италия са анексирани чрез плебисцит към новото Кралство Италия. Дотогава новата нация включва всички земи от Пиемонт до Марке, а Савоя и Ница са преотстъпени на Франция като награда за нейната намеса във войната.
Междувременно Джузепе Гарибалди пристига в Марсала през 1860 г. и завладява Сицилия, след което прекосява Месинския пролив с хилядата си червени ризи и достигна до Калабрия. Слабата съпротива на Бурбоните скоро отслабва и много градове подкрепят Гарибалди. В Торино Виктор Емануил II решава да достигне Гарибалди на юг, минавайки през Марке. На 7 септември Гарибалди влиза в Неапол. Малко след това Виктор Емануил II се среща с него във Вайрано Скало, като по този начин завладява цяла Южна Италия.

## От обединението на Италия до началото на XX век
Годините след Обединението на Италия през 1861 г. са момент на невероятен разцвет на пиемонтското общество и на цяла Италия. Почти 5 години Торино е столица на новото кралство преди да бъде изоставен в полза на Флоренция през 1865 г. Изоставянето на старата столица от страна на Савоя е посрещнато с недоволство от населението, свикнало да живее в столица, която е в процес на географско и икономическо разширение.

Връзките с Франция са укрепени с търговски договор през 1863 г. и с откриването на тунела Фре(ж)юс през 1871 г. Въпреки това новият протекционистки натиск и дългата икономическа депресия, която засяга Западна Европа в края на XIX век, преобръщат ситуацията и предизвикат рецесия, която подчертава социалния и политическия дискомфорт, особено в столицата. Торино обаче реагира с нова програма за либерални реформи и технологична модернизация, която определя възхода на индустриалната икономика. Превръщайки се в седалище на основните италиански индустрии и компании, градът се трансформира в град на работническата класа, увеличавайки площта си и създавайки големи квартали за работниците. В началото на XX век Торино достига 1 милион жители и става най-населеният град в Италия.
Много други градове на Пиемонт значително увеличават населението си най-вече благодарение на новите граждани, които идват от Южна Италия в търсене на работа. В Пиемонт индустрията осигурява много работни места. През 1899 г. в Торино е основана ФИАТ – основна пиемонтска и италианска индустрия. Футболът, модата, радиото, телефонът и телевизията също правят първата си изяви в столицата на Пиемонт.
В град, който постепенно възстановява значимостта си, в онези години работи и твори и архитектът Алесандро Антонели, който издига паметника – символ на Торино: Моле Антонелиана.
За да облекчат често мизерните условия на живот на твърде многото работници в новите фабрики, се задействат т. нар. „Социалните светци“ – група религиозни лица и миряни от Торино, живели между 19 и XX век, които се посвещават на благотворителни и социални дейности в града. Сред тях са Св. Джовани Боско, Св. Джузепе Бенедето Котоленго, Блаженият Франческо Фаа ди Бруно, Св. Джузепе Кафасо и Св. Джузепе Марело.
Пиемонт също така предоставя на нацията някои от най-важните министри на Обединена Италия като Куинтино Села и Джовани Джолити – многократен премиер. Процесът на „пиемонтизация" налага на националното правителство политици и парламентаристи – предимно пиемонтци, ръководещи италианската държава според Савойския модел.
Политически погледнато, индустриализацията определя растежа на социалистическата партия в Торино и в области, характеризиращи се с голямо присъствие на земеделски работници (в провинция Александрия и Верчели напр.), докато останалите провинции остават предимно с умерена католическа ориентация.

## Пиемонт между двете Световни войни
В навечерието на Първата световна война Пиемонт е до голяма степен неутрален. Това не попречва на ФИАТ често да предоставя основните военни материали, с които да подкрепи конфликта. Неслучайно през Втората световна война Торино е многократно бомбардиран от Съюзниците, именно защото е седалище на основните военни и други индустрии.
В този регион фашизмът никога не придобива значителни измерения с изключение на някои отряди, формирани в района на Казале и Новара. Напротив, по време на Втората световна война Пиемонт е център на активна партизанска съпротива: Вал Кизоне, Вал д'Осола, Ланге и Монферат са най-активните центрове на пиемонтската съпротивата. Германската армия от своя страна извършва репресии и грабежи в провинцията, като нанася вреда на много градове като Новара и Алесандрия. Някои големи пиемонтски писатели като Чезаре Павезе и Бепе Фенолио разказват за съпротивата в провинцията.
На 5 април 1944 г. на стрелбището на Мартинето са разстреляни 8 висши членове на военния комитет на пиемонтския клон на Комитета за национално освобождение (CLN) – италианска политическа и военна организация в периода 9 септември 1943 – 1947 г., съставена от елементи на основните партии и движения на страната с цел противопоставяне на фашизма и на нацистката окупация в Италия.
В края на войната Италия, според Парижкия мирен договор от 1947 г., трябва да се откаже от някои части пиемонтска земя или от общо 718 км²: Танд и Ла Бриг дьо Нис във Франция, включително крепостта Шабертон.

## Регион на Италианската република
След референдума от 1946 г., с който се ражда Италианската република, Пиемонт става неин регион.
След Втората световна война значимостта на индустрията в икономиката на Пиемонт нараства още повече не само с ФИАТ в автомобилния бранш, но и с други компании като Оливети, текстилната промишленост (напр. в град Биела), манифактурите, хранително-вкусовата промишленост (Фереро и др.), телекомуникациите (Торински институт за изследвания в областта на телекомуникациите CSELT). В същото време селското стопанство претърпява дълбоки трансформации с увеличаването на механизацията, разпространението на нови култури и специализацията на качествени продукти, предназначени за износ, по-специално лозарството (Ланге, Роеро, Монферат и др., провинциите на Асти и Новара), овощарството в Ланяско, оризът в района на Салуцо, Савиляно, Кунео, Верчели и Новара.
През 60-те г. с откриването на тунелите на Монблан и Голям Сан Бернар регионът става по-силно интегриран в европейската комуникационна мрежа и оттогава е в състояние да увеличи износа.

От 80-те г. присъствието на чуждестранни имигранти, главно от Северна Африка и Източна Европа, придобива значителни размери не само в Торино, но и в целия регион: към 31 декември 2019 г. чужденците с постоянно местожителство в Пиемонт са 429 375, т.е. 9,8% от общото население на региона, сред които най-многобройна е румънската общност – 145 660 души.
През последните години на XX век, с изчезването на Оливети, кризата на механичната индустрия в Торино, намаляването на железопътната индустрия в Савиляно и упадъка на текстилната промишленост на Биела, регионът губи конкурентоспособността си в индустриалния сектор и се опитва да компенсира това чрез насърчаването на туризма: не само планинския туризъм, на който дават тласък и Зимните олимпийски игри, но и културният и гастрономическият туризъм, които привличат чуждестранни посетители из провинциалните територии – навремето най-бедните, а днес – особено като Ланге напр.
През 1992 г. са създадени две нови провинции: Биела и Вербано-Кузио-Осола.
През 2006 г. в Пиемонт се провеждат XX Зимни олимпийски игри, които придават още по-голямо значение на природното и художественото наследство на региона. Във връзка със събитието са открити някои обществени инфраструктури като Торинското метро.
Пиемонт е в центъра на спорове за трасето на високоскоростната железопътна мрежа, чийто първоначален маршрут, който преминава през целия регион от изток на запад, е поставен под въпрос от екологичните движения и местните общности и все още се обсъжда. No TAV е италианско протестно движение, възникнало в началото на 90-те год. на XX век, което обединява групи граждани, критикуващи изграждането на инфраструктури за железопътни линии с голям капацитет и високоскоростен транспорт като символ и пример за неадекватно управление на общите блага, публичните разходи, територията и политиката.
Към 31 декември 2019 г. Регион Пиемонт има 4 311 217 жители в сравнение с 2 800 000 през 1861 г., което го прави 7-ият най-населен италиански регион (след Ломбардия, Лацио, Кампания, Сицилия, Венето и Емилия-Романя).